# 浅野駅
浅野駅（あさのえき）は、神奈川県横浜市鶴見区末広町二丁目にある、東日本旅客鉄道（JR東日本）鶴見線の駅である。JRの特定都区市内制度における「横浜市内」の駅。駅番号はJI 05。
鶴見駅と扇町駅を結ぶ本線から、海芝浦駅方面へ向かう支線（海芝浦支線）が当駅で分岐する。

## 歴史
- 1926年（大正15年）3月10日：鶴見臨港鉄道線浜川崎駅 - 弁天橋駅間開通時に、貨物駅として開設[1]。
- 1930年（昭和5年）10月28日：旅客取扱開始[1]。
- 1943年（昭和18年）7月1日：鶴見臨港鉄道国有化に伴い、鉄道省鶴見線の駅となる[1]。鶴見川口駅への貨物支線の分岐駅が弁天橋駅から当駅に変更[1]。
- 1971年（昭和46年）3月1日：無人駅化[1][2]。自動券売機を設置[3]。
- 1982年（昭和57年）11月15日：鶴見川口駅への貨物支線が廃止（側線扱いとなり、1986年11月1日に正式廃止）[1]
- 1986年（昭和61年）11月1日：貨物取扱廃止。駅周辺のJFEエンジニアリング鶴見事業所や、隣の弁天橋駅付近にある旭硝子京浜工場へ続く専用線が存在した。
- 1987年（昭和62年）4月1日：国鉄分割民営化に伴い、JR東日本の駅となる[1]。
- 2002年（平成14年）3月22日：ICカードSuica供用開始[4]。
- 2022年（令和4年）2月28日：自動券売機の営業を終了[5]。

### 駅名の由来
鶴見臨港鉄道の設立者で、浅野財閥創設者でもある浅野総一郎に因んで名付けられた。

## 駅構造
扇町駅方面と海芝浦駅方面の線路が駅の手前で分岐している。扇町駅方面は島式ホーム1面2線、海芝浦駅方面は相対式ホーム2面2線の地上駅。鶴見行列車は、扇町方面発列車と海芝浦発列車で発車番線が異なるので注意が必要である。扇町方面のホームはそれ程広くないが、海芝浦方面ホーム、特に下りホームは非常に広い。弁天橋寄りには本線に隣接して非電化の側線があり、不定期に運行される新芝浦（東芝エネルギーシステムズ京浜事業所）発着の貨物列車がここで機回し作業を行う。
両線のホームの間に駅舎がある。この駅舎にはJR東日本労働組合横浜地方本部が入居しているが、JR東日本としては他の鶴見線の殆どの駅と同様無人駅である。簡易Suica改札機設置駅。駅舎は3番線に繋がっている。ホーム間は全て構内踏切で繋がっている。便所は駅舎に設置されており、男女別で浄化槽による水洗式である。
国鉄時代には3番線ホームに鳥小屋が設けられていた。また周辺の工場勤務者の退勤時刻頃に合わせて短時間営業する売店が改札外に設置されていたが、1990年頃に廃止されている。

### のりば
| 番線 | 路線                     | 方向 | 行先               |
| ---- | ------------------------ | ---- | ------------------ |
| 1    | 鶴見線（本線・大川支線） | 下り | 浜川崎・扇町方面   |
| 2    | 鶴見線（本線・大川支線） | 上り | 国道・鶴見方面     |
| 3    | 鶴見線（海芝浦支線）     | 下り | 新芝浦・海芝浦方面 |
| 4    | 鶴見線（海芝浦支線）     | 上り | 国道・鶴見方面     |

（出典：JR東日本:駅構内図）

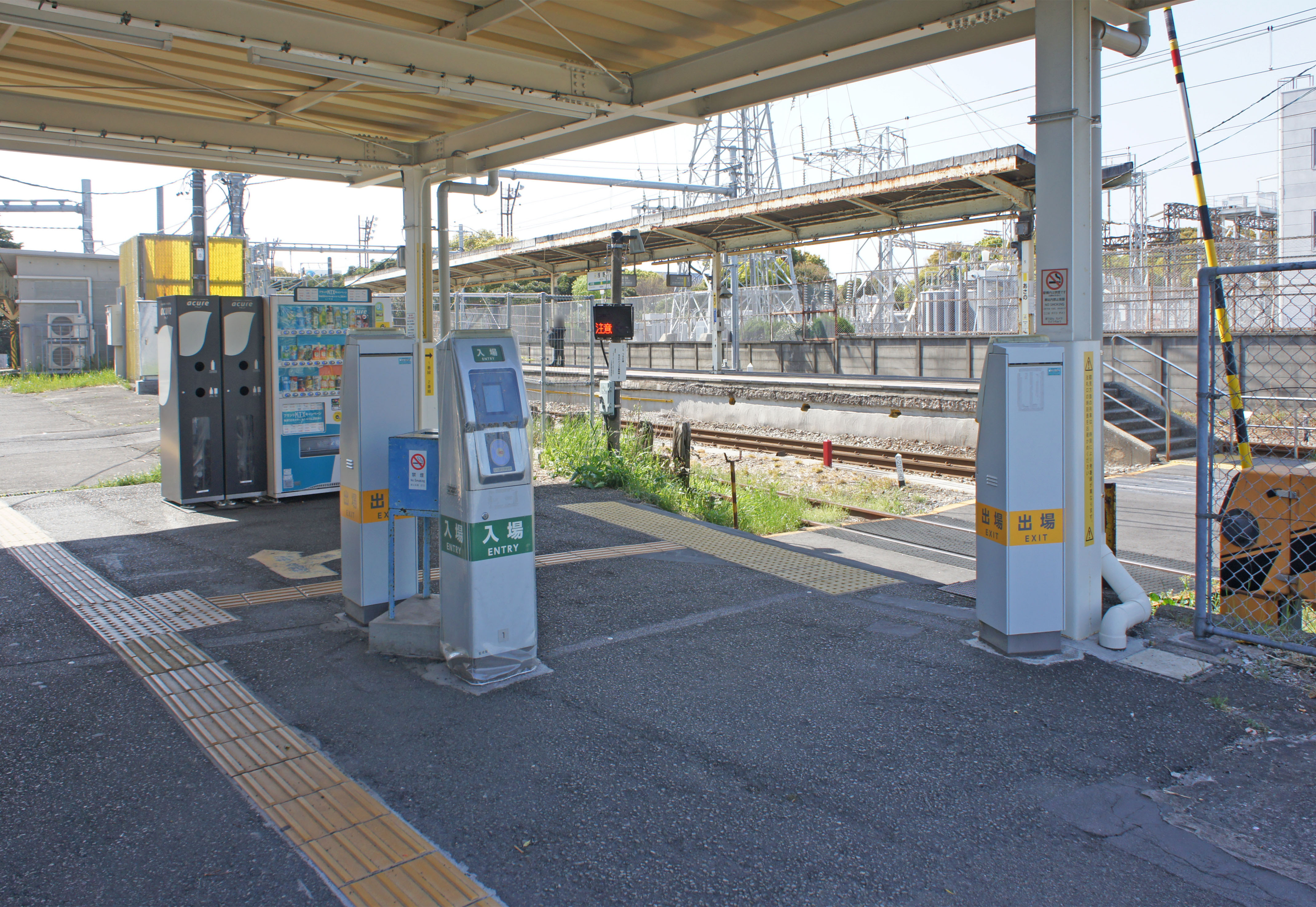
改札口（2022年4月）
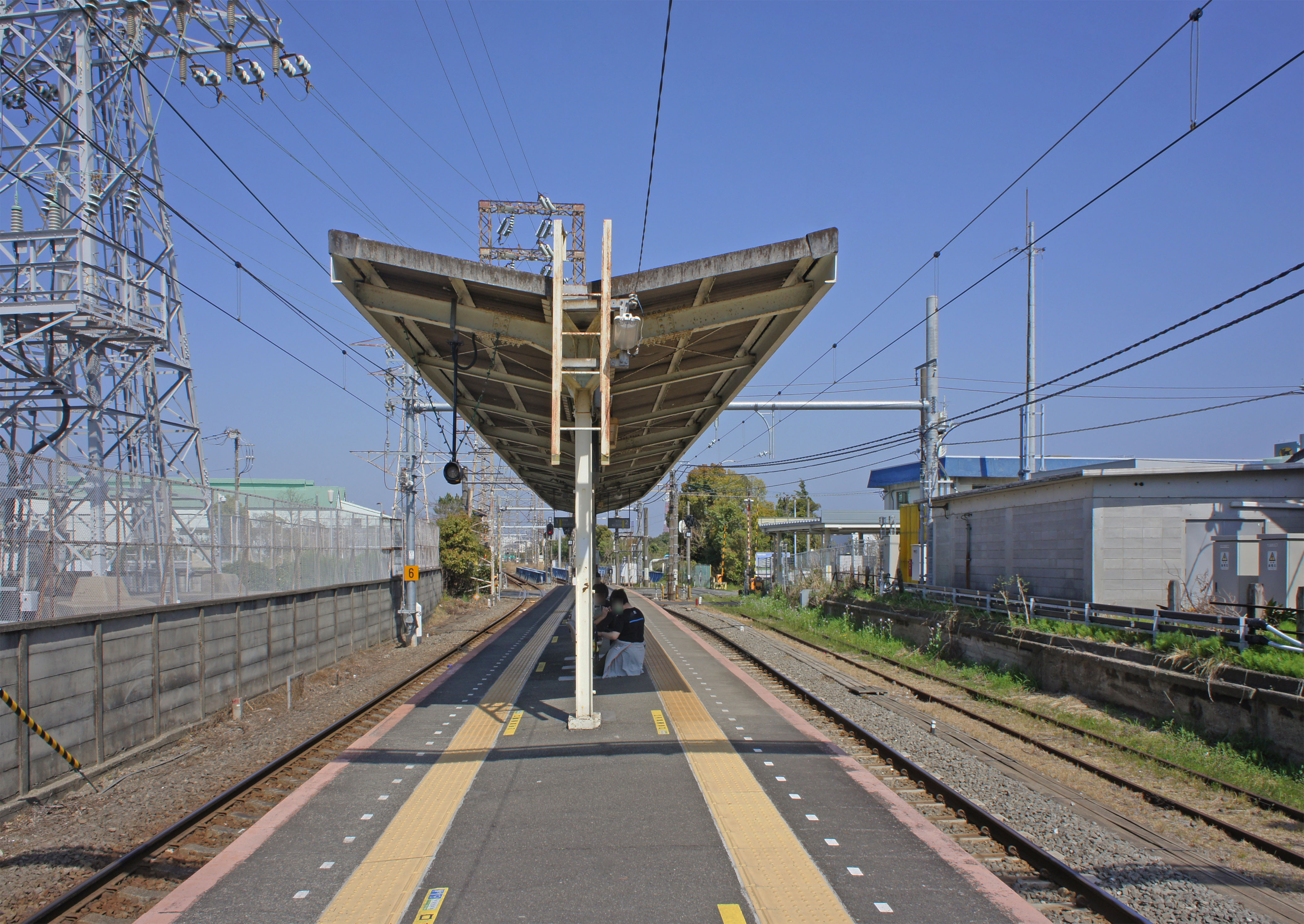
1・2番線ホーム（2022年4月）
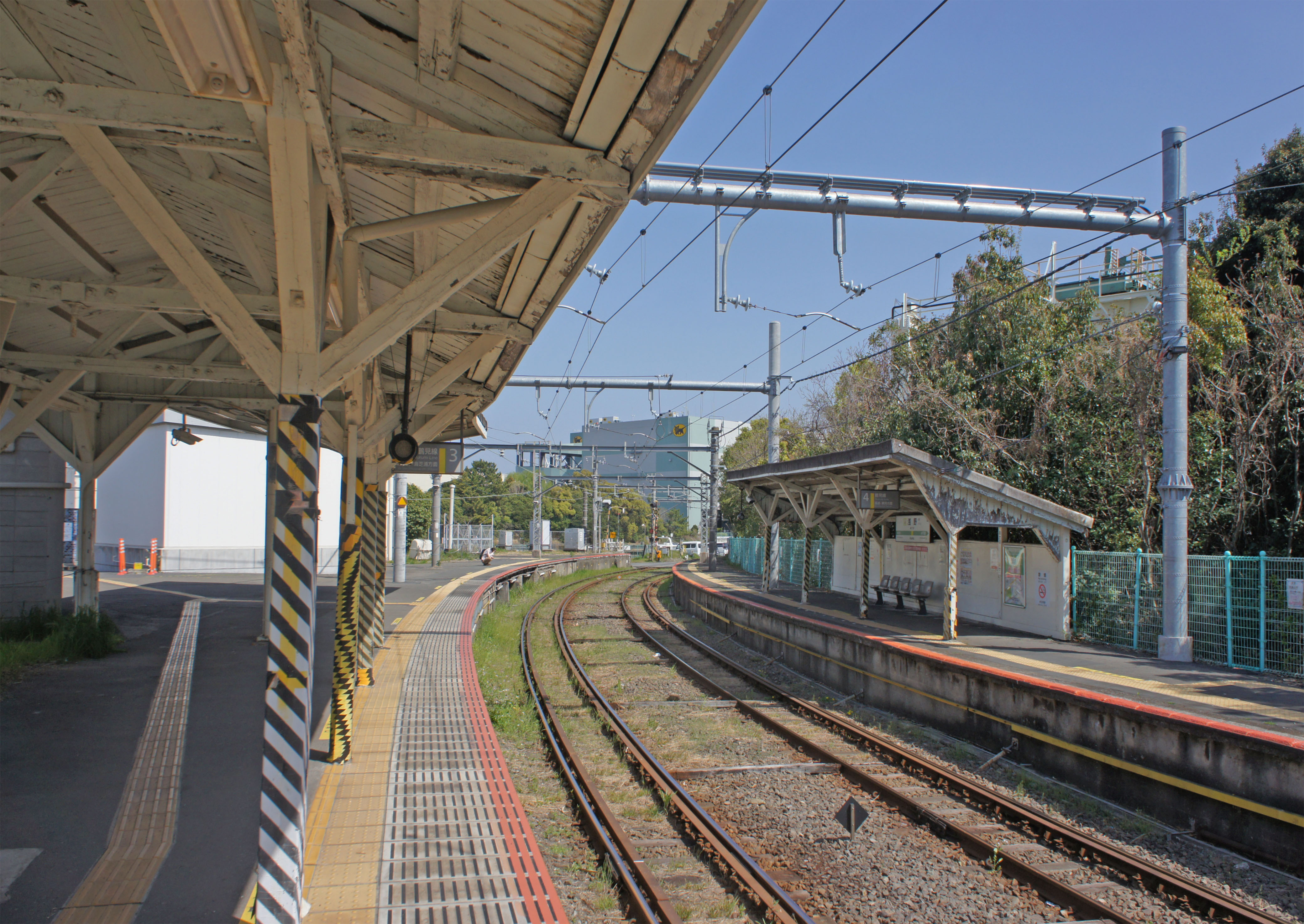
3・4番線ホーム（2022年4月）
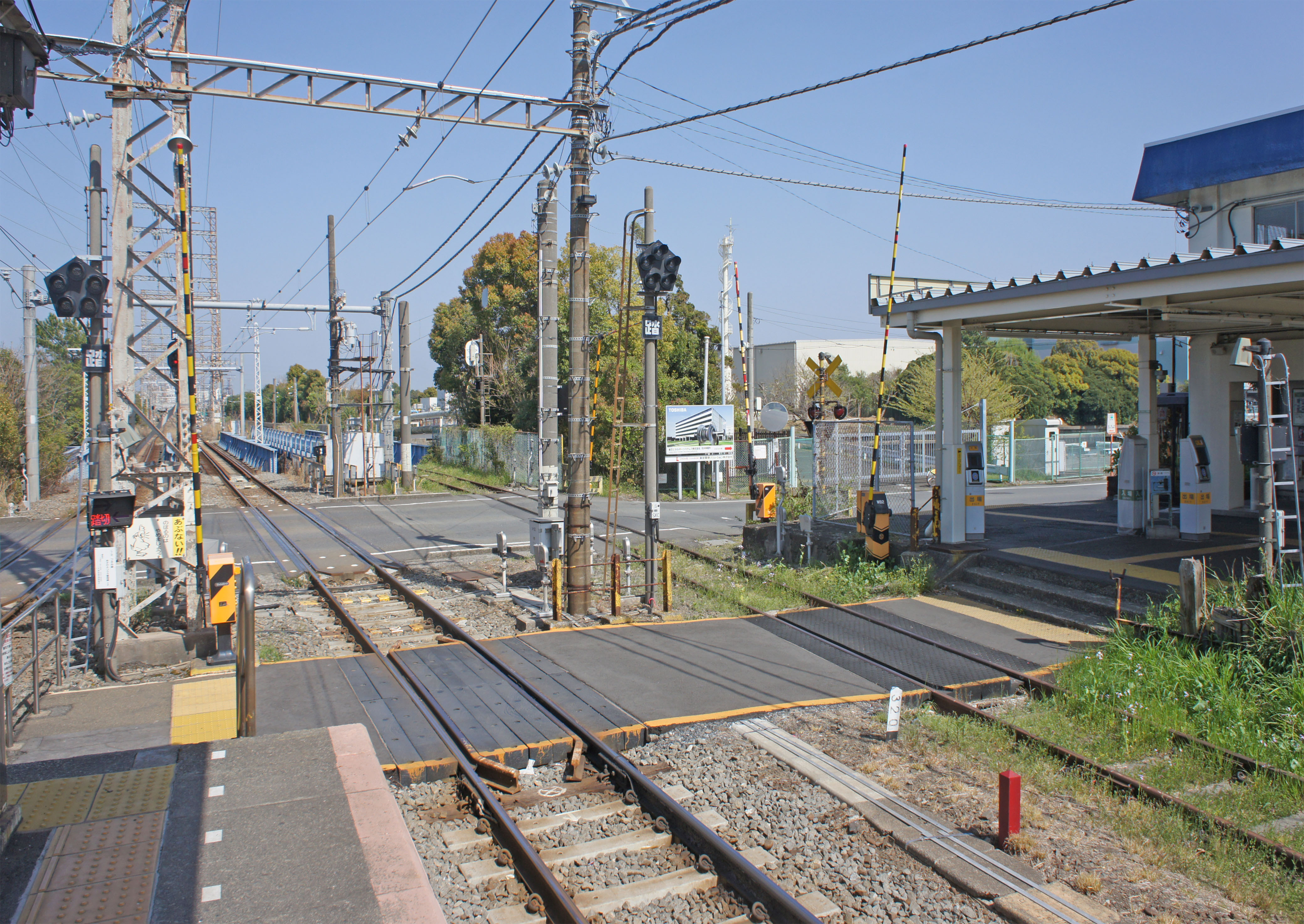
1・2番線ホーム構内踏切（2022年4月）
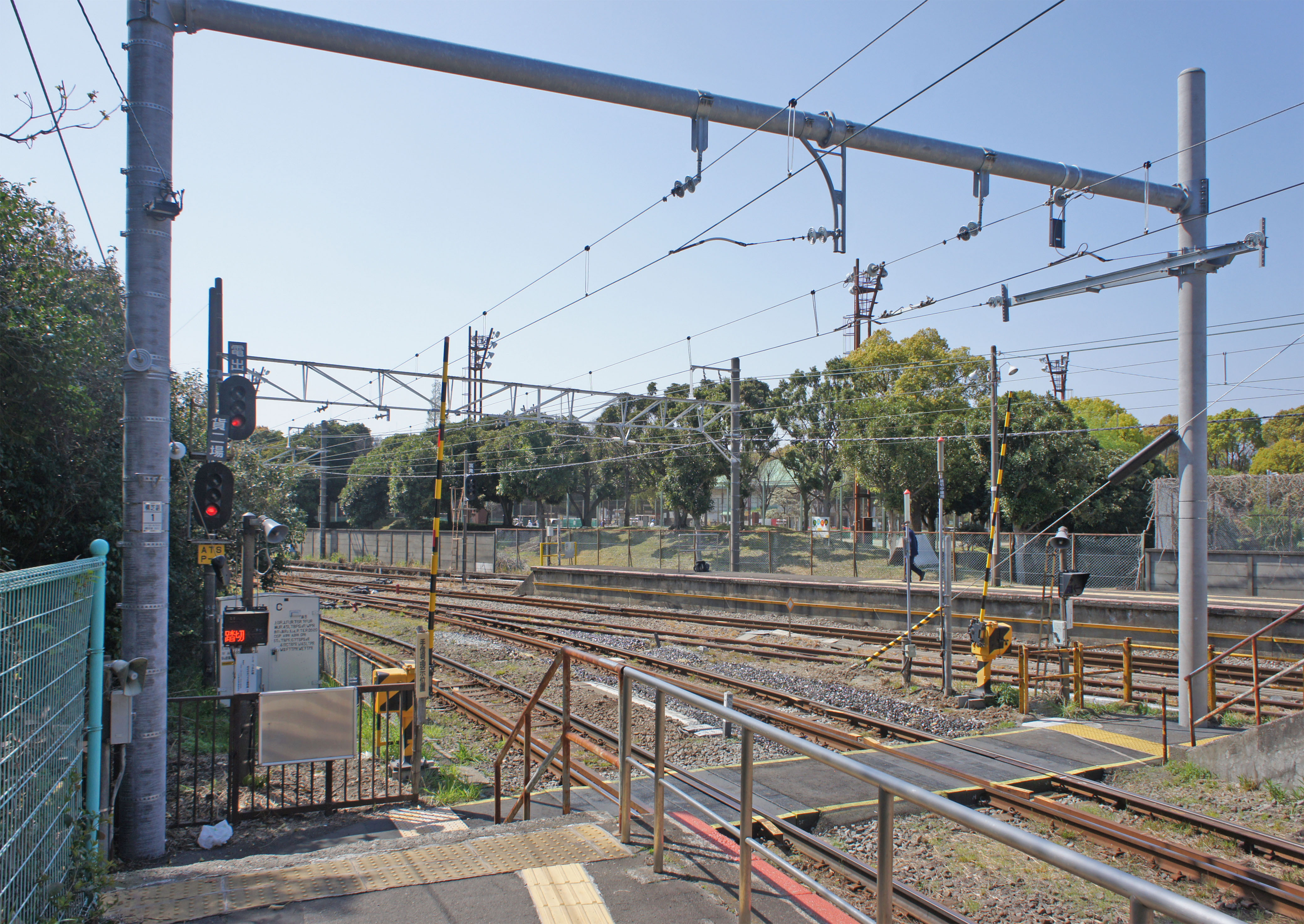
3・4番線ホーム構内踏切（2022年4月）
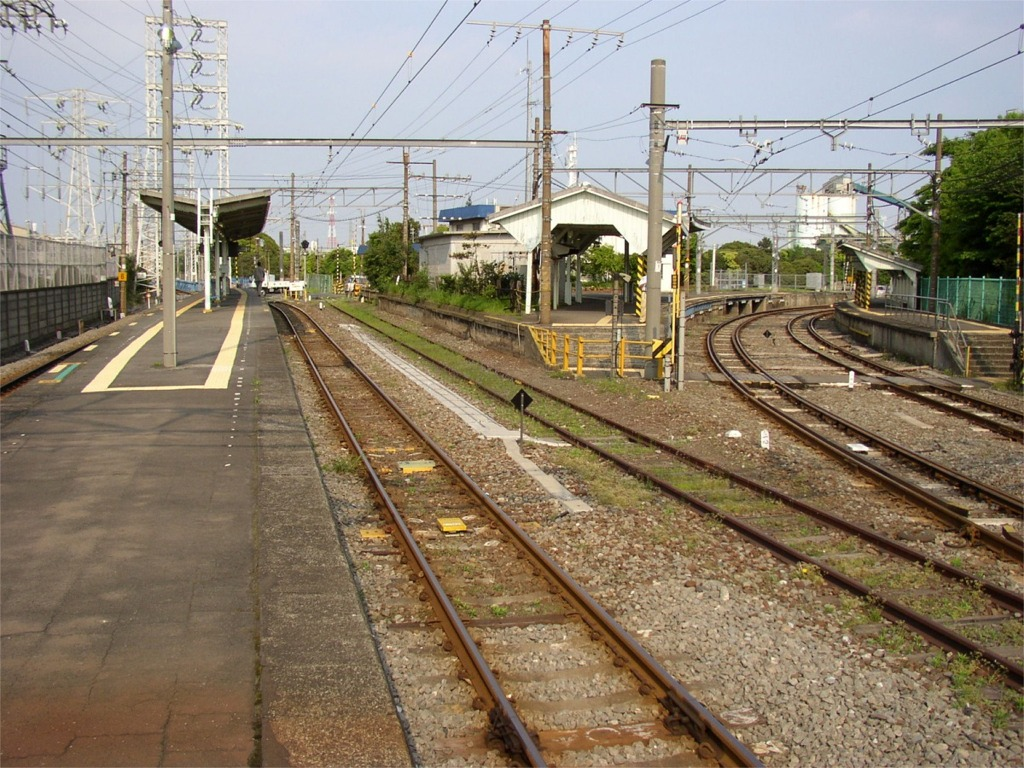
駅構内を鶴見側から見る。左手が扇町方面、右手が海芝浦方面

## 利用状況
2008年度の1日平均乗車人員は894人である。鶴見線本線では昭和駅、扇町駅に次いで3番目に利用客が少ない。
無人駅のため、2009年度以降の乗車人員は公表していない。
近年の1日平均乗車人員推移は下記の通り。
| 年度               | 1日平均 乗車人員 |
| ------------------ | ---------------- |
| 1991年（平成03年） | 564              |
| 1992年（平成04年） | 651              |
| 1993年（平成05年） | 806              |
| 1994年（平成06年） | 790              |
| 1995年（平成07年） | 767              |
| 1996年（平成08年） | 796              |
| 1997年（平成09年） | 829              |
| 1998年（平成10年） | 839              |
| 1999年（平成11年） | 820              |
| 2000年（平成12年） | 828              |
| 2001年（平成13年） | 791              |
| 2002年（平成14年） | 813              |
| 2003年（平成15年） | 831              |
| 2004年（平成16年） | 822              |
| 2005年（平成17年） | 818              |
| 2006年（平成18年） | 857              |
| 2007年（平成19年） | 876              |
| 2008年（平成20年） | 894              |

## 駅周辺
- JFEエンジニアリング鶴見事業所
- 入船公園
- パイロッツ スタジオ ZONE ID（工場跡を利用した撮影スタジオ）
- 神奈川県道6号線（産業道路）
- 横浜市鶴見消防署入船消防出張所

## バス路線
| 運行事業者       | 系統・行先                                                |
| 浅野駅前         | 浅野駅前                                                  |
| ---------------- | --------------------------------------------------------- |
| 川崎鶴見臨港バス | 川29：川崎駅前 / 東芝京浜                                 |
| 入船橋           |                                                           |
| 川崎鶴見臨港バス | - 川26：川崎駅前 - 川29：富士電機前 / 川崎駅前 / 東芝京浜 |
| 横浜市営バス     | - 15：鶴見駅前 - 27：安善町                               |

## 隣の駅
東日本旅客鉄道（JR東日本）
 鶴見線（本線）
弁天橋駅 (JI 04) - 浅野駅 (JI 05) - 安善駅 (JI 06)
 鶴見線（海芝浦支線）
（弁天橋駅） - 浅野駅 (JI 05) - 新芝浦駅 (JI 51)